# Amanda Abbington
Amanda Abbington (nascida Amanda Jane Smith; fevereiro de 1974) é uma atriz inglesa. Ela é mais conhecida por interpretar Miss Mardle em Mr Selfridge e Mary Morstan na adaptação da BBC de Sherlock.

## Carreira
Ela apareceu na série de televisão The Bill até 2007 interpretando vários personagens. Durante esse período, ela também apareceu nas séries Wycliffe, Casualty, Dream Team, The Sins, Shades, Doc Martin, Coupling e Teachers. Ela apareceu na esquete comédia de 2005, Man Stroke Woman e na comédia After You've Gone com Nicholas Lyndhurst, entre 2007 e 2008. Ela também apareceu em séries recorrentes, como Bernard's Watch e Case Histories.
Em 2013, ela começou a aparecer na série de televisão Mr Selfridge como Miss Mardle ao lado de Jeremy Piven e Frances O'Connor. Em 2014, Abbington apareceu na terceira temporada de Sherlock como Mary Morstan, a esposa de John Watson, interpretada por seu parceiro da vida real, Martin Freeman. Em 2015, ela apareceu no drama da BBC, Cuffs.

## Vida pessoal
Abbington foi a companheira de longa data do ator britânico Martin Freeman, que conheceu no set do filme Men Only, em 2000. O casal apareceu na tela em produções como The Debt, The Robinsons, The Good Night e Sherlock. Eles moravam em Hertfordshire e tinham dois filhos juntos. O casal se separou em 2016.
Abbington foi declarada falida pelo Tribunal Superior em março de 2013 como resultado de uma conta de impostos de £120,000, mas declarou em março de 2014 que já havia resolvido a questão.

## Filmografia
| Ano       | Título                           | Papel             | Notas |
| --------- | -------------------------------- | ----------------- | --- |
| 1993-2007 | The Bill                         | Vários            | Série de televisão (7 episódios) |
| 1997      | Plotlands                        | Maude             | Série de televisão (6 episódios) |
| 1997      | Wycliffe                         | Local W.P.C.      | Série de televisão (Episódio: "Strangers") |
| 1998      | No Sweat                         | Chantelle         | Série de telelevisão (Episódio: "Moon Boy") |
| 1998      | Magic with Everything            | Gato              | Série de televisão (6 episódios) |
| 1998      | Picking up the Pieces            | Enfermeira        | Série de televisão (8 episodes) |
| 1999      | Casualty                         | Jen Reynolds      | Série de televisão (Episódio: "Human Traffic") |
| 1999      | Dream Team                       | Marilyn Harwood   | Série de televisão (2 episodes) |
| 1999      | Snap                             | Zoe               | Série de televisão (Episódio: "Missed Her Sister") |
| 2000      | The Thing About Vince            | Lisa              | Série de televisão (2 episodes) |
| 2000      | The Sins                         | Belinda Edgeley   | Minissérie (2 episodes) |
| 2001      | Men Only                         | Trina             | Filme para TV |
| 2001      | Hearts and Bones                 | Mia               | Série de televisão (1 episódio) |
| 2001      | Shades                           | Rebecca Jacobs    | Minissérie (1 episódio) |
| 2002      | Always and Everyone              | Tessa             | Série de televisão (3 episódios) |
| 2002      | 20 Things to Do Before You're 30 | Shona             | Série de televisão (8 episódios) |
| 2003      | The Debt                         | Stacey Ross       | Filme para TV |
| 2004      | Coupling                         | Nicola            | Série de televisão (2 episódios) |
| 2004      | Bernard's Watch                  | Sonia             | Série de televisão (9 episódios) |
| 2004      | Teachers                         | Sarah             | Série de televisão (1 episódio) |
| 2005      | The Robinsons'                   | Polly             | Série de televisão (4 episódios) |
| 2005      | Derailed                         | Kerry Hodder      | Filme para TV |
| 2005-2007 | Man Stroke Woman                 | Vários            | Série de televisão (12 episódios) |
| 2005      | The Booze Cruise II              | Leonie            | Filme para TV |
| 2006      | The Booze Cruise III             | Leonie            | Filme para TV |
| 2007-2008 | After You've Gone                | Siobhan Casey     | Série de televisão (21 episódios) |
| 2007      | The Good Night                   | Vivian Jesson     | Não creditada |
| 2007      | The All Together                 | Sarah             | |
| 2007      | The Bill                         | Rachel Inns       | Série de televisão (7 episódios) |
| 2007      | Doc Martin                       | Isobel            | Série de televisão (Episódio: "Happily Ever After") |
| 2007      | Sold                             | Zoe               | Série de televisão (1 episódio) |
| 2008      | Coming Up                        | Filha             | Série de televisão (Episódio: "Lickle Bill Um") |
| 2008      | Agatha Christie's Poirot         | Miss Blake        | Série de televisão (Episódio: "Cat Among The Pigeons") |
| 2008      | Harley Street                    | Susie Linn        | Série de televisão (1 episódio) |
| 2009      | Psychoville                      | Caroline          | Série de televisão (Episódio: "Blackmail") |
| 2010      | Married Single Other             | Babs              | Série de televisão (6 episódios) |
| 2011-2013 | Case Histories                   | DC Louise Munroe  | Série de televisão (9 episódios) |
| 2012      | Being Human (telessérie de 2011) | Golda             | Série de televisão (Episódio: "Puppy Love") |
| 2013-2016 | Mr Selfridge                     | Miss Mardle       | Série de televisão (29 episódios) |
| 2014-2017 | Sherlock                         | Mary Morstan      | Série de televisão (7 episódios) Crime Thriller Award de Melhor Atriz Coadjuvante Nomeada – Critics Choice Television Award de Melhor Atriz secundária em filme ou minissérie |
| 2014      | Dinopaws                         | Gwen (voz)        | Série de televisão (10 episódios) |
| 2014      | Would I Lie to You?              | Uma Palestrante   | Episódio 6 da temporada 8 deste programa de comédia popular |
| 2015      | Cuffs                            | DS Jo Moffat      | Série de televisão |
| 2016      | Another Mother's Son             |                   | |
| 2016      | Stag                             | Fran              | Série de televisão |
| 2017      | Uncle                            | Siobhan           | Série de televisão (Participação especial) |
| 2017      | Crooked House                    | Clemency Leonides | Pós-produção |
| 2018      | Safe                             |                   | |